# Paul Pellisson
Paul Pellisson (Besiers, 30 d'octubre de 1624 — París, 7 de febrer de 1693) va ser un escriptor i historiador occità en llengua francesa.
Va néixer a Besiers en una família calvinista i va estudiar dret a Tolosa. Va ser secretari del ministre de finances Nicolas Fouquet i, quan aquest va caure en desgràcia, va ser empresonat a la presó de La Bastille durant cinc anys. A la sortida va buscar el favor reial i es va convertir en l'historiador de Lluís XIV. Va escriure tractats de teologia com el Traité de l'Eucharistie (1694).